# Nyílt titkok
A Nyílt titkok (eredeti cím: Das perfekte Geheimnis) a Teljesen idegenek címmel 2016-ban bemutatott olasz filmvígjáték Bora Dagtekin által rendezett, 2019. október 21-én mozikba került német remake-je.

## Történet
Az ember és a mobiltelefon hosszú évek folyamán úgy összekapcsolódtak, hogy manapság szinte minden lényeges információt ebben az eszközben rejtünk. Kivel beszélünk, kivel váltunk üzeneteket, milyen körökben mozgunk. Épp ezért nagyon nagy súlyt is jelent, hiszen ha az idegen kezekbe kerül, akkor könnyen ellenünk fordulhatnak ezek az adatok. Azonban az kevésszer vetődik fel, hogy mi történik, ha a szűk baráti társaságunk vagy a családunk tagjai kezébe kerülne az eszköz? Egyik este egy baráti társaság különös játékba kezd: az étkezőasztalra teszik a mobiljaikat, és minden hívást kihangosítva hallgatnak meg, minden sms-t és WhatsApp üzenetet felolvasnak egymásnak, és a válaszokat is mindenki előtt fogalmazzák meg. Bár ténylegesen csak egy játéknak indul, valójában többről szól: annak próbája, hogy tényleg teljesen ismerik egymást? A legjobb barátok, és a házaspárok is? A játék előrehaladtával rájönnek, hogy mindannyiuknak van egy vagy több titka, kisebb-nagyobb súllyal. A vacsora végére szembesülnek azzal, hogy eddig lényegében mindannyian álarcot hordtak egymás előtt. A szembesülés pedig fokozatosan botrányosabbá és gyötrőbbé válik.

## Cselekmény
|  | Alább a cselekmény részletei következnek! |

Rocco, a higgadt hozzáállást preferáló, határozott plasztikai sebész és felesége, a véleményének sokszor hangot adó pszichológusnő Eva a teljes holdfogyatkozás alkalmából vacsorára hívja baráti társaságukat. A társaság tagjai a szakmáját imádó, ám ikerfiaival másfél éve gyesen lévő építőmérnök Leo és reklámmenedzser felesége, Carlotta, akik Roccóékhoz hasonlóan feszült viszonyt ápolnak hosszú ideje; Simon, a nők körében igen népszerű, ám könnyen felbosszantható taxisofőr és volt vállalkozó, fiatal menyasszonyával, az állatorvosként dolgozó Biancával; valamint Pepe, a kissé esetlen, szellemes matematikatanár, aki évekkel ezelőtt elvált kritikus természetű feleségétől, Verenától. Rocco, Leo, Simon és Pepe az általános iskola harmadik osztálya óta legjobb barátok. A vacsora előtt Eva igencsak összeveszik lányukkal, Sophieval, mivel az anyja rosszallása ellenére egy késő hajnalig tartó partira megy, ráadásul előkerül egy doboz gumióvszer táskájából, bár azt állítja, egy barátnője, Klara bízta rá.
A vacsora apropóját adja az is, hogy Pepe most szeretné bemutatni új barátnőjét, Annát a baráti társaságnak. Bár hosszú ideje együtt vannak, a társaságból még senki nem ismerte meg a hölgyet, így igen kíváncsian várják az utolsóként megérkező Pepét. A tanár azonban egyedül érkezik, mivel Anna elkapott egy lázzal járó betegséget és így nem tud részt venni a vacsorán. Bár a társaság meglepődik ezen, örömmel fogadják Pepét, és meg is kezdik a Rocco által elkészített vacsora elfogyasztását. Bár Rocco szívvel-lélekkel állította össze a menüt, annak ízvilága finoman szólva sem nyeri el a társaság tetszését, így inkább a borfogyasztást részesítik előnyben. Miközben a mindennapi dolgokról beszélgetnek és még közelebb kerülnek a Simon által nemrég bemutatott Bianca megismeréséhez, egy ismerős, frissen válni készülő házaspárról is szó esik. Diego, a családapa megcsalta a feleségét egy huszonhárom éves lánnyal, és az buktatta le, hogy elfelejtette kitörölni az SMS-váltásukat a mobiljából, így Sara rájött a titkos viszonyra. Eva meg is jegyzi elgondolkodva, hogy valószínűleg számos házasság tönkremenne, ha a férj és feleség belenézne egymás mobiljába, és az is előkerül, hogy mivel ők egy összetartó baráti társaság, így vajon még érnék-e egymást meglepő felfedezések, ha megnéznék egymás üzeneteit? Az elgondolás rövidesen egy játékötletté válik: mindenkinek az asztalra kell tennie az okostelefonját, és minden bejövő üzenetet, minden hívást együtt látnak, hallgatnak meg. A társaság férfi tagjai igen negatívan fogadják az ötletet, nem szívesen vennének részt benne, kiváltképp Rocco, azonban végül vonakodva beleegyeznek. Simon meggyőzi őket, hogy a főnöknőjétől, Marikától érkező hívásokat hagyják figyelmen kívül, mivel folyamatosan amiatt zaklatja, hogy vállaljon éjszaka is műszakot.
Az első hívás Pepéhez érkezik a nővérétől, Sabinétól. Bár véletlenül kifecsegi, hogy ki van hangosítva, a nővére ettől még elmondja neki, hogy tud neki ajánlani egy tanári állást egy Heidelbergi iskolában. A társaságot váratlanul éri a hír, hogy Pepe fel akar mondani a gimnáziumban, ahol most tanít, lévén épp most következne a tisztviselővé minősítése, ami jobb fizetést és fix nyugdíjat jelentene. Pepe elmondása szerint azonban megterhelő számára, hogy egy kimondottan konzervatív gimnáziumban kell tanítania. Ezután Evához érkezik hívás az apjától, aki elmondja, hogy Blanchard professzor – egy igen elismert francia plasztikai sebész – rövidesen Münchenbe érkezik és ott is meg tudja őt műteni. A társaság értetlenül fogadja ezt a hírt, mire Eva elmondja, hogy megnagyobbíttatja a melleit. Azért a híres professzor, mert az apja nem tartja elég képzettnek Roccót, és mert úgy érzi, nem volna etikus, hogyha a saját férje operálná meg őt. Ez felveti a kérdést, hogyha Eva egy pszichológusnő, akkor miért nem fogadja el magát, és hogy Rocco vajon tényleg olyan-e elutasító a pszichológiai vizsgálatokkal kapcsolatban, mint az látszik.
Amikor Pepe kimegy a balkonra cigarettázni, Leo négyszemközt beszél vele, a segítségét kéri. A férfi szeretői kapcsolatban van Isa Clementinivel, az egyik anyukával, aki a gyerekeivel gyakorta látogatja a játszóteret, és épp egy fotót vár tőle, azonban a játék miatt kénytelen volna azt mindenkinek megmutatni, a feleségét is beleértve. Ezzel pedig ugyanúgy lebukna és szétesne a családja, mint Diegónak. A terve az, hogy mivel Pepének ugyanolyan típusú mobilja van, mint neki, és mivel nincs itt a párja, így megcserélnék a két eszközt, így ha a fotó megérkezik, akkor azt hiszik, Pepéhez érkezett. A tanár nem repes az ötletért, és nem is igen akar beleegyezni. Mikor a társaság újra összeül, Carlotta egy volt osztálytársnőjétől, Katjától kap hívást, és kiderül, hogy segítségért fordult hozzá Leo nem megfelelő szexuális képességei miatt. Ezután Pepe kap Instagram-üzenetet egy tizenöt éves diáklánytól: mint kiderül, megkapta az egyik diákjának a jelszavát a felhasználói fiókjához, hogy segítségen neki egy randevút szervezni a lánnyal, aki tetszik neki. Ezután egy kisebb, ám érzelmi súllyal rendelkező dologra is fény derül egy sms-nek köszönhetően: Rocco, Pepe és Simon közös focimeccset szervez egy barátjukkal, Pauléval, de Leót nem szándékoznak bevenni a játékba. Rá is eszmél, hogy valójában mindig csak akkor veszik őt be a csapatba, ha épp senkit sem tudnak a kapusi pozícióba helyezni, és ezt nem fogadja jó szájízzel.
Egy alkalmas pillanatban, mikor senki sem figyel, Leo megcseréli a mobilját Pepe mobiljával, bár ő továbbra sem örül neki. A fotó rövidesen be is fut, ám azt hiszik, a csinos hölgyemény Pepe szeretője vagy barátnője. Nem sokkal ezután Leo kap üzenetet Pepe mobilján át egy Hannes nevű illetőtől, aki a hogylétéről érdeklődik. Bár Pepe inspirációjára azt írná, hogy otthon van és holnap beszélnek, azonban a többiek inkább azt javasolják, hogy írja meg őszintén, hogy a barátaival van. Pepe hevesen tiltakozik ez ellen, így Leo inkább nem is válaszol Hannes üzenetére. A holdfogyatkozást megcsodálandó az erkélyre mennek, majd megpróbálnak a Hold előtt egy szelfit készíteni, azonban ezt egy újabb, Biancához érkező sms szakítja félbe. A volt élettársa, Mati amiatt keresi, hogy tanácsot kérjen tőle: szerelmének tárgya egy olyan nő, aki folyamatosan kihasználja, csak testi kapcsolatot akar tőle, és nem ragaszkodik semmi érzelmi kapcsolathoz. Simon nem örül neki, hogy Mati és Bianca közt ilyen bizalmi kapocs maradt fent, és igencsak sürgeti, hogy szüntessék meg ezt a kapcsolatot.
Rocco hívást kap Sophietól, aki elmondja, hogy a parti igencsak csalódást keltő, viszont Mike, a barátja egyedül van otthon, és szeretné, ha a lány fölmenne hozzá. Bizonytalan abban, mi volna a helyes döntés, ezért kéri az apja tanácsát. Rocco elmondja, hogy ez az este lesz az egyik legmeghatározóbb a lány életében, így ha csak egy kicsit is bizonytalan, ne menjen föl csak amiatt, mert fél, hogy a fiú megsértődik rá. A doboz óvszert pedig azért adta a lányának, hogy biztonságban legyen, nem amiatt, hogy mindenképpen használja. Rocco arra kéri a lányát, hogy anyját is avassa majd be a viselt dolgaiba, de elutasítja, mondván, az anyja nem képes egyáltalán megérteni őt. Rocco azonban ragaszkodik hozzá, hogy ossza meg vele is a problémáit. Mikor befejeződik a hívás, Eva őszinte elismerését adja Roccónak, amiért ilyen jól kezelte és kezeli lánya helyzetét. Bianca egy véletlen megjegyzéséből azonban rájön, hogy a baráti társaságból szinte mindenki tud már róla, hogy analízisre jár. A felesége most döbben csak rá, és összezavarodva férje korábbi hozzáállása miatt kivonul a konyhából. Rocco utána megy, és bevallja: azt szeretné, ha el tudná mondani, hogy mindent megtett a házasságuk megmentése érdekében, és hogy igyekszik a deeszkalálás technikáját alkalmazni: igyekszik nem mindent vitát dominanciaharcnak tekinteni, és mindig hátralépni egyet, hogy ők ketten előrelépjenek.
A következő és minden eddiginél nagyobb bonyodalmat Leo és Pepe mobilcseréje okozza. Hannes nem érti, hogy miért nem kapott választ az sms-ére, mire Leo kénytelen-kelletlen megüzeni neki, hogy a barátaival vacsorázik. Erre Hannes egy igen dühös válaszüzenetet ad, majd mobilhívást is kezdeményez, amit Leo kénytelen felvenni, de nem szól bele, hogy ne bukjon le. Ez visszájára sül el: Hannes azzal szembesíti, hogy hazudott neki, mondván lázas beteg, és hogy képtelen eldönteni, a nőkhöz vagy a férfiakhoz vonzódik-e. Ezzel azt sugallja, hogy szeretői kapcsolatban van vele. Bár a hívás után Leo határozottan tagadja ezt, mondván, Hannes csak egy biszexuális apuka a játszótérről, aki felfigyelt rá, és csak a képzelgése a köztük lévő kapocs, egy újabb sms érkezik, melyben Hannes hiányolja a csókjait. Emiatt Leo felesége és a barátai is azt hiszik, hogy a családapa a férfiakhoz is vonzódik. Carlotta dühösen kivonul a konyhába, hogy alkoholba fojtsa bánatát, miközben Eva és Bianca próbálják érzelmileg támogatni és rávilágítani, hogy férje valószínűleg csak bizonytalan volt és rossz önképet alakított ki magáról. Ezalatt Simon igen dühösen szembesíti Leót azzal, hogy hiába legjobb barátok, folyamatosan, egész életében hazudott neki, és eltitkolta a valódi preferenciáit. Bár Pepe próbálja ráirányítani a figyelmét, hogy ezen titok kiderülésétől még ugyanolyan barátok, mint mindig is voltak, Simonra nem hat semmilyen észérv. Rövidesen Carlotta visszatér a konyhából, és ismét kérdőre vonja Leót , aki immár nem tagadja le a viszonyt, mivel nem akarja, hogy a mobilcserére fény derüljön.
Az újabb hívás Simonhoz érkezik egy barátjától, Faruktól, aki azt kérdi, hogy megfelelő-e a gyűrű, amit leszállított neki, és Simon büszkén megerősíti ezt, miközben menyasszonyára pillant. A következő kérdése, hogy a fülbevaló megfelelő-e, ez azonban gyanút ébreszt Biancában, lévén nem hord fülbevalót, nincs is kiszúrva a füle. Ezután a főnökétől, Marikától kap újabb hívást, amit bár megint csak nem akar felvenni, Bianca megszerzi a mobilját és fogadja a beérkező hívást. A nő elmondja, hogy várandós lett Simontól. Bianca azonnal szakít a férfival és hányingerrel küzdve a fürdőszobába siet, Carlotta pedig követi, hogy érzelmileg támogassa. Simon bár be akar menni hozzájuk, Eva megakadályozza, majd arcon pofozza és odaadja neki a férfitól kapott fülbevalóit. Valójában ők ketten szeretők voltak. Eva dühösen elviharzik, és végül a bűntudattól és érzelmi elesettségtől gyötörve a férje oldalán talál menedéket. Bár Rocco sejti, mi történt, támaszt nyújt Evának.
Bianca elmondja Carlottának, hogy legbelül mindig is kételkedett a házasság intézményében és abban is, hogy Simon teljesen hűséges hozzá, de mindig igyekezett elaltatni a saját kételyeit. Ezért is fáj neki különösen, hogy a férfi elárulta őt. A beszélgetést Leo szakítja meg, aki szembesíti Carlottát egy, a főnöknőjétől származó üzenettel. Ebből és egy utána lebonyolított hívásból kiderül, hogy Carlotta az egyik, leendő ügyfelükkel való tárgyaláson nem vett fel bugyit, hogy ezzel imponáljon az illetőnek és nagyobb esélyük legyen a sikeres szerződéskötésre. Egyúttal az is kiderül, hogy Carlotta és a kolléganői gyakorta enyhítik a feszültséget kokainfogyasztással, és az üzlet összehozásáért kapott jutalma is egy gramm kábítószer. Leo igencsak feldühödik, hogy míg ő mindent feláldozott a gyerekeik nevelése érdekében, addig felesége ilyen munkahelyen dolgozik. Carlotta felfedi, hogy alapvetően az emancipációt hirdető nők példájára tért vissza a munkába a szülési szabadság után közvetlenül, és csak utólag jött rá, hogy a gyerekei elhanyagolásával egy hatalmas hibát követett el. Legbelül szívesebben maradt volna otthon, és lett volna főállásban a gondos édesanya. Végül szembesíti vele a férjét, hogy fel kellett volna fednie, hogy meleg, lévén ez egy még inkább erős összetevője a párkapcsolati problémáiknak.
Ezután Leo kap üzenetet Pepe mobilján át Engelmann úrtól, aki dühösen követeli, hogy tűnjön el a gimnáziumból. Ebből Rocco rájön a telefoncserére, így Leo és Pepe felfedik azt. Utóbbi egyúttal felvállalja a valódi szexualitását. Carlotta, ráeszmélve, hogy Leónak érkezett a kép a csinos hölgyeményről, összetörten elviharzik. Bár Pepe megpróbálja elmondani, miért titkolózott ezidáig, ezt Leo megteszi helyette is. Egy óra elég volt neki, hogy rájöjjön, milyen szörnyű érzés kiutasítottnak és kinézettnek lenni mind a barátai, mind a felesége részéről. Pepe kiegészíti ezt azzal, hogy Engelmann úr, az egyik igen befolyásos és agresszív szülő rendszeresen fenyegeti őt, és alapvetően emiatt akar felmondani a gimnáziumban. Noha Leo és Eva azt javasolja, mutassa be nekik Hannest, Pepe ezt a legkevésbé sem tartja jó ötletnek, lévén évek óta hallgatja barátai homofób viccelődését és megjegyzéseit, és nem szeretné, ha ezekkel immáron Hannneson is élcelődnének. Az elmélkedést Simon újabb telefonhívása zavarja meg, amely a fürdőszobából jön. Bianca nem akar ajtót nyitni, ezért Pepe betöri azt. Az immár kirúzsott Bianca felfedi, hogy Simon anyja telefonált. Elmondta neki, hogy Simonnak gyereke lesz, mire az asszony Biancának gratulált. Ezután gyengéden homlokcsókot ad Pepének, kérve, hogy ne mutassa be párját a barátainak, majd elhagyja a lakást. Előtte még leveszi és az üres étkezőasztalra teszi a Simontól kapott jegygyűrűjét. Bár Rocco nem mondja el Evának a konkrét sejtelmét a szeretőjéről, azt elismeri, hogy a feleségének lett volna oka a megcsalásra, hiszen Rocco nagyon sok dolgot rosszul csinált az elmúlt időben.
Leo haza indulna, Carlotta azonban már elvitte az autójukat, így Pepe felajánlja, hogy hazafuvarozza. Egy hídnál azonban megtalálják az üres autót és Carlotta cipőjét, Leo pedig halálra váltan arra gondol, hogy a felesége leugrott a folyóba. Már utána vetné magát, mikor Carlotta előkerül, mint kiderül, félre állt, mert mosdóznia kellett. Szembesülve, hogy férje képes lett volna utánaugrani a folyóba, kibékülnek, amit Pepe nyugtázva figyel.
Az élet a négy legjobb barát körül lassan egy sokkalta jobb szakaszába lép. Leo visszatért az építészirodába, és amellett, hogy élvezi a munkáját, igen elégedettek vele. Carlotta minden idejét a gyerekeiknek és az írásnak szenteli, és mikor a játszótéren találkozik Leo volt szeretőjével, Isával, ihletet is kap egy új regény megírásához. Pepe tudtán kívül, Rocco, Leo és Simon triásza álarcban felkeresi Engelmann urat a háza előtt és alaposan megveri, ami után az apuka már minden nézeteltérés nélkül találkozik Pepével az iskolában. Ők hárman szintén megjelennek a bejáratnál és kibékülnek Pepével, majd meg is beszélnek egy közös sátrazást az Isar partján. A parton, miközben kipakolják az autójukból a táborfelszerelést, kiderül, hogy Roccónak van egy titkos, nyomógombos mobilja is. Bár valószínűleg a szeretőjével való kapcsolattartásra használta, bedobja a mobilt az Isarba, mielőtt barátai megleshetnék, mit rejt az eszköz pontosan.
|  | Itt a vége a cselekmény részletezésének! |

## Szereplők
| Színész             | Szereplő | Magyar hang     |
| ------------------- | -------- | --------------- |
| Jessica Schwarz     | Eva      | Németh Borbála  |
| Wotan Wilke Möhring | Rocco    | László Zsolt    |
| Karoline Herfurth   | Carlotta | Zsigmond Tamara |
| Elyas M’Barek       | Leo      | Szabó Máté      |
| Jella Haase         | Bianca   | Csifó Dorina    |
| Frederick Lau       | Simon    | Schmied Zoltán  |
| Florian David Fitz  | Pepe     | Hamvas Dániel   |

További szereplők:
| Színész                 | Szereplő                      | Magyar hang         |
| ----------------------- | ----------------------------- | ------------------- |
| Emily Kusche            | Sophie, Eva és Rocco lánya    | Rudolf Szonja       |
| Adriana Altaras         | Nagymama, Leo anyja           | Menszátor Magdolna  |
| Jakob Wojciechowski     | Engelmann úr                  | Megyeri János       |
| Mia-Sophie Gundacker    | Kislány az iskolaudvaron      | Bak Julianna        |
| n/a                     | Transformers-jelmezes kisfiú  | Kovács András Bátor |
| Max Wagner              | Leo üzlettársa                | Seder Gábor         |
| Mersiha Husagic         | Leo kolleganője               | Mentes Júlia        |
| Lara Waldow             | Isa Clementini, Leo szeretője | Ágoston Katalin     |
| Valentin von Falkenhayn | Fiatal Rocco                  | Pál Dániel Máté     |
| David Ali Rashed        | Fiatal Leo                    | Kretz Boldizsár     |
| Luis Vorbach            | Fiatal Simon                  | Gáll Dávid          |
| Levi Eisanbätler        | Fiatal Pepe                   | Kelemen Noel        |
| Julian Felix            | Mentőorvos                    | Fehér Tibor         |

Csak hang:
| Eredeti hang         | Szereplő                             | Magyar hang       |
| -------------------- | ------------------------------------ | ----------------- |
| Felix Moese          | Hit Radio FFH hírolvasó              | Sörös Miklós      |
| Julia Koschitz       | Sabine, Pepe húga                    | Nemes Takách Kata |
| Matti Klemm          | Eva apja                             | Törköly Levente   |
| Alexandra Maria Lara | Katja, Carlotta volt osztálytársnője | Zakariás Éva      |
| Max von der Groeben  | Matti, Bianca volt barátja           | Renácz Zoltán     |
| David Schütter       | Hannes, Pepe élettársa               | Seder Gábor       |
| Kida Khodr Ramadan   | Faruk, Simon haverja                 | Welker Gábor      |
| Anna Maria Mühe      | Marika, Simon főnöke                 | Kis-Kovács Luca   |
| Katja Riemann        | Carlotta főnöke                      | Czirják Csilla    |

### Magyar változat
A szinkront a Mafilm Audio Kft. készítette. Forgalmazza a Prorom Hungary.
- Magyar szöveg: Simon Dóra
- Hangmérnök: Farkas László
- Vágó: Székely Daniella
- Gyártásvezető: Gelencsér Adrienne
- Szinkronrendező: Marton Bernadett
- Cím, stáblista felolvasása: Bozai József